# Devatenáctý dodatek Ústavy Spojených států amerických

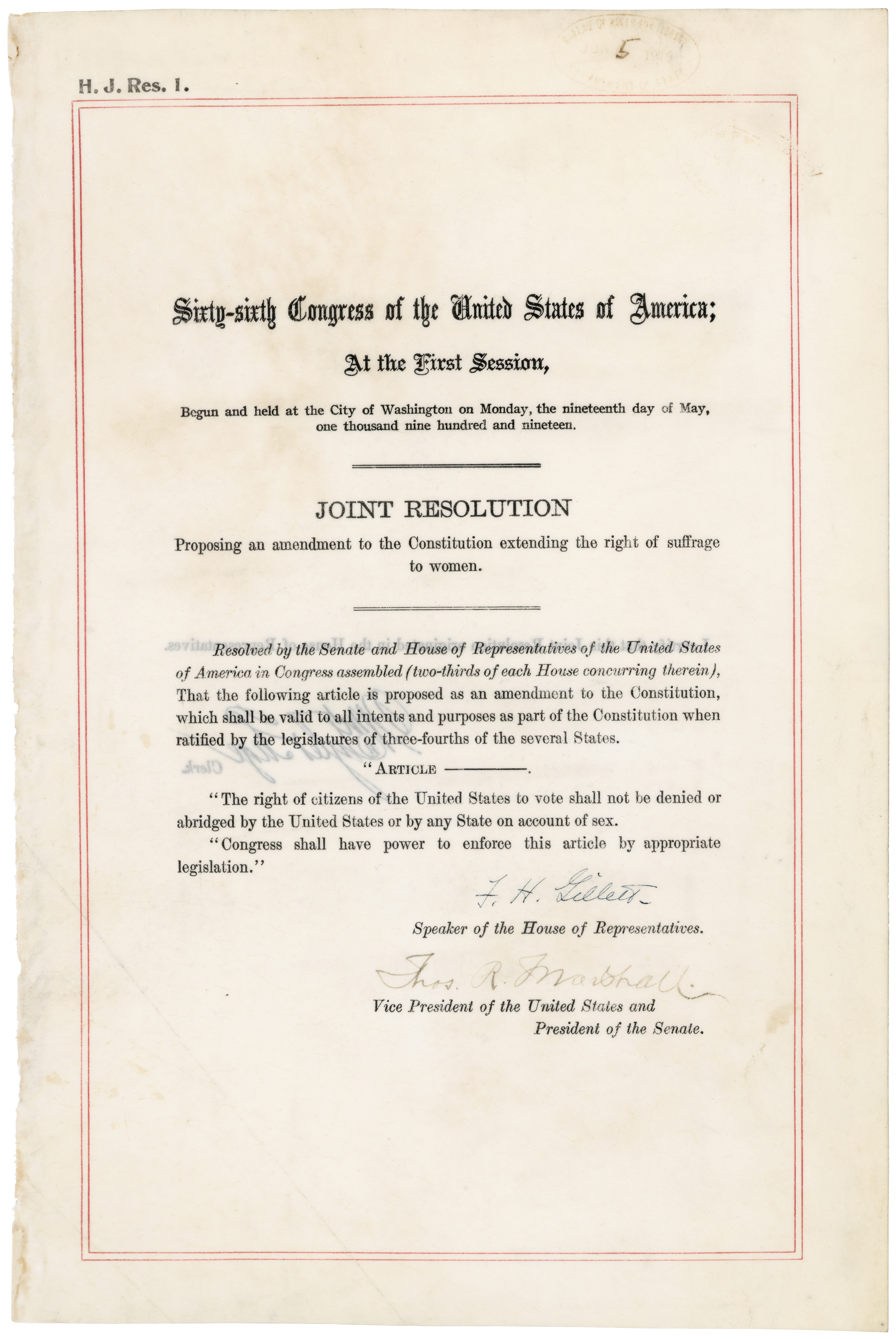
19. dodatek k ústavě USA

Devatenáctý dodatek Ústavy Spojených států amerických zakazuje, aby bylo jakémukoli občanovi Spojených států odepřeno volební právo na základě pohlaví. Byl ratifikován 18. srpna 1920.
Ústava umožňuje státům stanovit kvalifikace pro hlasování a až do počátku 20. století většina států neumožňovala ženám volit. Přijetí tohoto dodatku bylo vyvrcholením hnutí za volební práva žen, které jak na státní, tak celonárodní úrovni usilovalo o zrovnoprávnění pro ženy.
Návrh dodatku vypracovaly Susan B. Anthonyová a Elizabeth Cady Stantonová a poprvé jej představily roku 1878. O čtyřicet jedna let později předložil Kongres v roce 1919 jednotlivým státům dodatek k ratifikaci. O rok později byl ratifikován potřebným množstvím států, přičemž ratifikace v Tennessee byla poslední, která byla potřebná, aby byl dodatek připojen k ústavě.
Devatenáctý dodatek byl neúspěšně napaden v roce 1922 v případu Leser v. Garnett. Nejvyšší soud při něm odmítl tvrzení, že byl dodatek přijat protiústavně.